# 布鲁金斯 (俄勒冈州)
布鲁金斯是美国俄勒冈州寇里縣的一座城市，建立于1908年，其名称来源于该城市的建立者——一所木材加工公司的主席约翰·布鲁金斯。据2010年美國人口普查显示，当时人口为6,336。

## 历史

### 建立
在1906年，布鲁金斯木材公司为了评估俄勒冈州西南部海岸地区的开发价值，雇佣了一位土木工程与林业（civil engineering and forestry）专业的毕业生威廉·詹姆斯·沃德进行调查。在为期约两年的调查之后，沃德建议公司在该地区开展成规模的伐木作业，并建立一个拥有工厂和航运中心的小镇。
随后布鲁金斯公司聘用了伯纳德·梅贝克担任城镇的主设计师，其在日后还参与了巴拿马万国博览会的设计工作。

### 第二次世界大战
1942年9月9日，在布鲁金斯地区附近的埃米利山遭受了日军的轰炸，这场袭击使得布鲁金斯成为美国加入二战后第一个遭受空袭的地区。袭击当日，由日军飞行员藤田信雄驾驶的水上飞机从伊号第二十五潜水舰起飞，使用燃烧弹对埃米利山进行轰炸，其袭击目的是点燃树木进而引发森林大火。不过这次轰炸并没有取得太大战果。 二战结束后，藤田信雄在得到了不会被当作战犯审判的保证后，于1962年受邀前往布鲁金斯访问，并在受访期间展示了有400年家族传承历史的武士刀。藤田信雄还于1997年被布鲁金斯市授予荣誉市民的称号，不过不久后便去世。

### 19世纪80年代
从1980年开始，布鲁金斯市吸引了许多来自加利福尼亚州的退休人员到此定居，这也使得该市人口偏老龄化。

## 基础设施

### 交通

#### 机场
- 布鲁金斯机场（英语：Brookings Airport）

#### 港口
- 布鲁金斯港（英语：Port of Brookings Harbor）